# NOAAS Heck (S 591)
Le NOAAS Heck (S 591) était un bâtiment hydrographique au service de la  National Oceanic and Atmospheric Administration (NOAA) de 1970 à 1995. Avant sa carrière à la NOAA, il était en service dans l'U.S. National Geodetic Survey (NGS), de 1967 à 1970, en tant que USC&GS Heck (ASV 91).

## Historique
Le Rude a été construit comme un "Auxiliary Survey Vessel" (ASV) au chantier naval de Jackobson Shipyards à Oyster Bay dans l'État de New York. Il a été lancé le 1er novembre 1966 et mis en service le 11 mars 1967 sous le nom de USC&GS Heck (ASV 91). Lorsque le USNGS a fusionné avec d’autres organisations du gouvernement des États-Unis pour former la NOAA le 3 octobre 1970, il a été intégré à la flotte de la NOAA sous le nom de NOAAS Heck (S 591).

### Missions
Avec son sister-ship, le USC & GS Rude (ASV 90), ils ont mené ensemble des opérations d'hydrographie en remplacement des navires  USC&GS Hilgard (ASV 82) (en) et USC&GS Wainwright (ASV 83) (en). Comme Hilgard et Wainright avant eux, Rude et Heck ont travaillé ensemble sous un seul commandement.
En 1978, Rude et Heck sont venus au secours du navire de recherche en feu Midnight Sun, en sauvant l’équipage et les scientifiques et en sauvant le navire de sa perte totale. Pour leurs efforts visant à sauver le Midnight Sun et son équipage, les équipages de Rude et Heck ont reçu la médaille d'argent du département du Commerce des États-Unis en 1978. 
En 1989, Rude et Heck ont commencé à travailler de manière indépendante grâce à la technologie améliorée en 1989. Heck a passé le reste de sa carrière à opérer le long de la côte est des États-Unis et dans le golfe du Mexique. Heck a été mis hors service en 1995 et vendu en 2001.

### Note et référence
- (en) Cet article est partiellement ou en totalité issu de l’article de Wikipédia en anglais intitulé « NOAAS Heck (S 591) » (voir la liste des auteurs).